# Карголомське князівство
Карголомське князівство — удільне князівство під управлінням князів Карголомських, однієї з гілок князів Білозерських з династії Рюриковичів.

## Територія
Княжий рід і саме князівство називалися так по головному центру володінь, селу Карголом, волосна територія якого тягнулася по берегу Білого озера до Кубенського, починаючись трохи вище гирла Шексни на сході. Спочатку до складу князівства входила й Ухтомська волость, але згодом вона відокремилася від Карголому.

## Князі Карголомські
Це невелике феодальне володіння виділилося з Білозерського князівства наприкінці XIV століття.
Нащадок Рюрика, правнук останнього Білозерського удільного князя Романа Михайловича, онук князя Сугорського Василя Романовича, четвертий син Согозького князя Андрія Юрійовича князь карголомський Іван отримав у спадок село Карголом з волостю.
Його діти, Іван і Федір, володіли волостями окремо: перший — Ухтомською, а другий — Карголомською. Після смерті бездітного померлого сина Федора, Івана, Карголом з'єднався з Ухтомською волостю в руках Івана Івановича.

## Історія
З 1487 в селі Карголом перебували на засланні члени родини казанських ханів, вдова хана Ібрагіма цариця Фатіма, її молодші сини Мелік-Тагір, Худай-Кул, їх дружини та діти. Цариця Фатіма та Мелік-Тагір померли в засланні.